# Zipcar

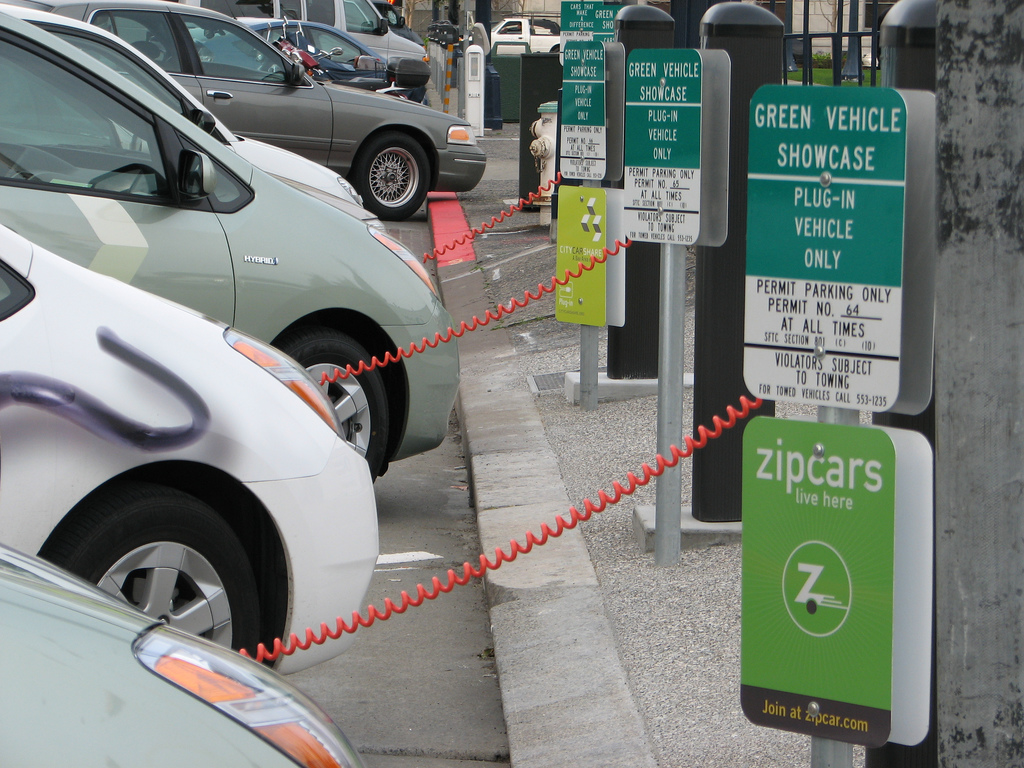
Elektro-Ladestation von Zipcar in San Francisco

Zipcar ist ein internationaler Carsharing-Anbieter. Das Unternehmen ist eine hundertprozentige Tochtergesellschaft der Avis Budget Group. Im Jahr 2019 war das Unternehmen mit über 12.000 Fahrzeugen aktiv.

## Geschichte
Das Unternehmen wurde im Januar 2000 von Antje Danielson und Robin Chase gegründet.
2007 fusionierte Zipcar mit dem Konkurrenten Flexcar. Der ursprüngliche Markenauftritt blieb dabei erhalten.
Am 14. März 2013 kaufte die Avis Budget Group Zipcar für 500 Millionen US-Dollar. Das Unternehmen wurde Bestandteil eines komplexen Autovermietungs-Netzwerks und eine Tochtergesellschaft der Avis Budget Group, neben klassischen Autovermietern wie Avis und Budget. Der bisherige Unternehmenspräsident Scott Griffith, der das Unternehmen für 10 Jahre geleitet hatte, gab seinen Vorsitz an Mark Norman ab.

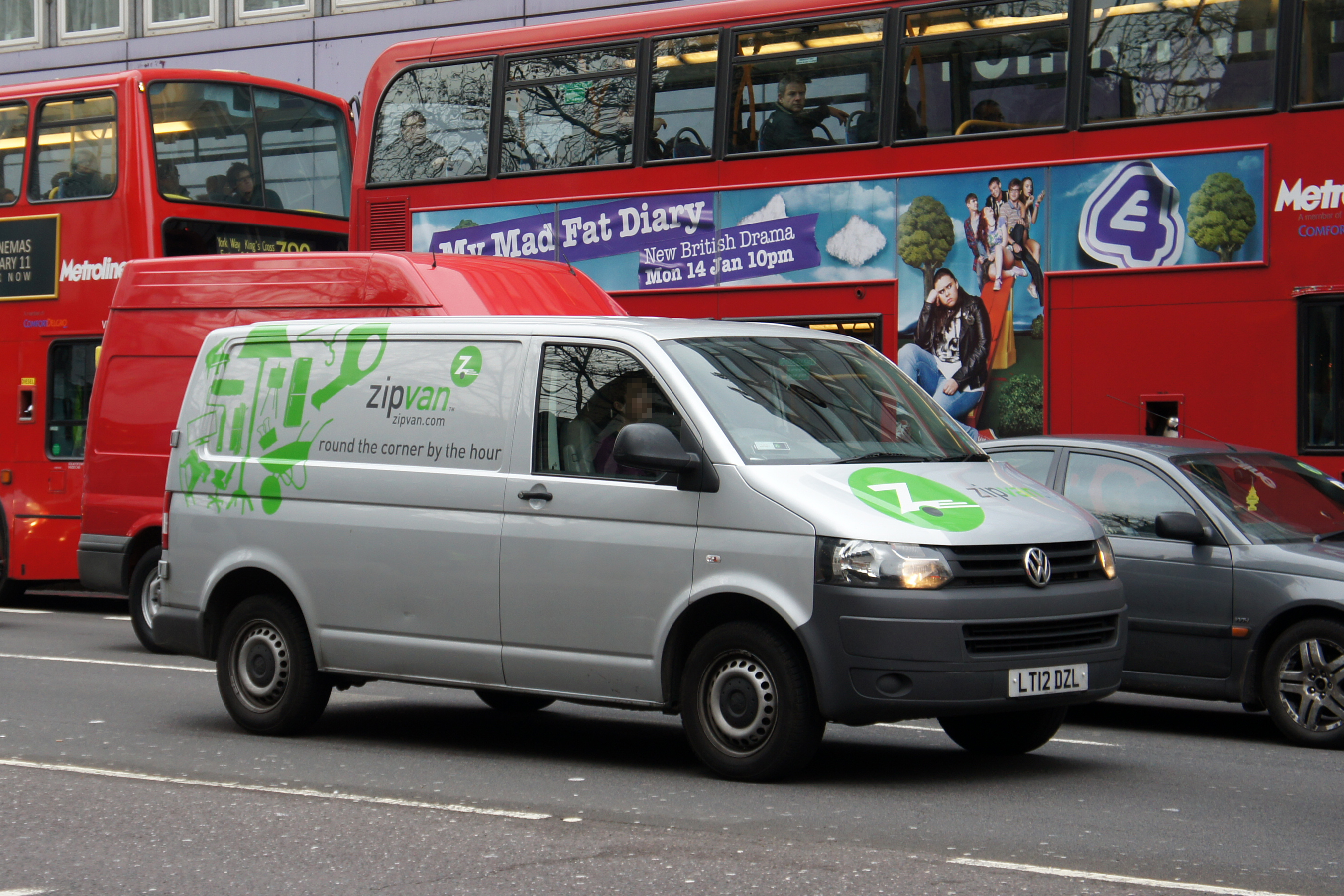
Ein Auto von Zipcar in London

Im September 2016 gab Zipcar bekannt, dass eine Million Mitglieder in über 500 Städten und 9 Ländern den Carsharing-Dienst benutzen. Zudem bieten sie 10.000 Autos in den Vereinigten Staaten, Österreich, Belgien, Kanada, Frankreich, Island, Spanien, Türkei und dem Vereinigten Königreich an, was Zipcar zum größten Carsharing-Anbieter weltweit machen würde.
Am 4. Juli 2017 wurde bekanntgegeben, dass die Firma ab 6. August 2017 ihr Angebot in Österreich einstellt.